# Zjerm
"Zjerm" (em português: «Fogo») é uma canção interpretada pela dupla albanesa Shkodra Elektronike. Foi escrita por Beatrice Gjergji e Lekë Gjeloshi, com produção a cargo de Kolë Laca. A canção representou a Albânia no Festival Eurovisão da Canção de 2025.

## Antecedentes e composição
Zjerm foi escrita por Beatriçe Gjergji e Lekë Gjeloshi, composta por Beatriçe Gjergji e arranjada por Kolë Laca. Beatriçe descreveu a canção como um «trabalho pessoal com letras que exploram a compaixão humana», chamando-lhe também «uma canção albanesa com um toque moderno».

## Eurovisão
A emissora albanesa Radio Televizioni Shqiptar (RTSH) anunciou oficialmente a sua participação no Festival Eurovisão da Canção 2025 a 30 de setembro de 2024, a utilizar o seu método de longa data para escolher o concorrente, o Festivali i Këngës. A edição foi a 63.ª iteração da final nacional. O concurso, que contou com 30 participantes, foi organizado em duas meias-finais que culminaram numa grande final. O júri selecionou 15 finalistas, sendo o resultado final determinado por uma combinação de votos de um júri profissional, votos do estrangeiro expressos através de uma plataforma em linha (intitulada «votos da diáspora») e votação por SMS na Albânia e no Kosovo.
A canção foi oficialmente anunciada para competir na 63.ª edição do Festivali i Këngës a 7 de outubro de 2024. A canção competiu na primeira semi-final a 19 de dezembro, qualificando-se para a final, vencendo tanto o júri como o televoto na final realizada a 22 de dezembro de 2024, e ganhando o direito de representar a Albânia na Eurovisão.